# Testorf (Zarrentin am Schaalsee)
Testorf ist ein Ortsteil der Stadt Zarrentin am Schaalsee im Landkreis Ludwigslust-Parchim im Westen Mecklenburg-Vorpommerns.

## Geografie und Verkehrsanbindung
Testorf liegt westlich der Kernstadt Zarrentin am Schaalsee an der Landesstraße L 04. Östlich verläuft die B 195 und erstreckt sich der 23,5 km² große Schaalsee. Die A 24 verläuft südlich. Westlich erstreckt sich das ca. 7100 ha große Landschaftsschutzgebiet Schaalseelandschaft (siehe Liste der Landschaftsschutzgebiete in Mecklenburg-Vorpommern) und verläuft die Landesgrenze von Schleswig-Holstein.

## Sehenswürdigkeiten

### Baudenkmale
In der Liste der Baudenkmale in Zarrentin am Schaalsee sind für Testorf vier Baudenkmale aufgeführt:
- ehemaliger Forsthof mit Hauptgebäude und Scheune (Hauptstraße 23) (bereits abgerissen)
- Bauernhaus (Hauptstraße 29/Ecke Dorfstraße)
- Scheune (Dorfstraße 15)
- Trafostation (kurz vor Ortseingang, links)